# Hermann Hallwich
Hermann Hallwich (9. května 1838 Teplice-Šanov – 11. dubna 1913 Vídeň) byl rakouský a český historik, národohospodář a politik německé národnosti, v 2. polovině 19. století poslanec Českého zemského sněmu a Říšské rady.

## Biografie
Studoval na gymnáziu v Chomutově, pak vystudoval dějiny a germanistiku na Karlo-Ferdinandově univerzitě v Praze. Roku 1862 získal titul doktora filozofie. Odmítl habilitaci a od roku 1864 učil na vyšší obchodní akademii v Liberci. Od roku 1870 byl tajemníkem liberecké obchodní a živnostenské komory. Funkci zastával až do roku 1890.
Během svého působení v Liberci se roku 1865 oženil s ovdovělou Rosou Demuthovou, rozenou Trenklerovou. Vyženil s ní syna Viktora. Později se manželům narodily další tři děti.
V 70. letech 19. století se natrvalo zapojil i do zemské a celostátní politiky. V doplňovacích volbách v září 1871 byl zvolen na Český zemský sněm za městskou kurii (obvod Vrchlabí – Lanov – Hostinné), poté co rezignoval poslanec Alexander Kostial. Mandát obhájil za tentýž obvod i v řádných zemských volbách v roce 1872 a zemských volbách v roce 1878. V tomto okrsku mandát obhájil rovněž i ve volbách v roce 1883, stejně jako ve volbách v roce 1889 a volbách v roce 1895. Ve volbách roku 1895 ale mandát získal až v užší volbě (druhé kolo). Na poslanecký mandát rezignoval roku 1898.
Zasedal také v Říšské radě (celostátní zákonodárný sbor), kam ho vyslal zemský sněm roku 1872 (tehdy ještě Říšská rada nevolena přímo, ale tvořena delegáty jednotlivých zemských sněmů). Uspěl pak v nově zavedených přímých volbách do Říšské rady roku 1873 (kurie městská, obvod Trutnov, Vrchlabí atd.). Mandát obhájil ve volbách roku 1879, volbách roku 1885 a volbách roku 1891.
V zemském sněmu i na Říšské radě se profiloval jako německý liberál (takzvaná Ústavní strana, liberálně a centralisticky orientovaná, odmítající federalistické aspirace neněmeckých etnik). Na Říšské radě byl podle údajů z roku 1878 členem staroněmeckého Klubu levice. Po volbách v říjnu 1879 je již uváděn jako člen mladoněmeckého Klubu sjednocené Pokrokové strany (Club der vereinigten Fortschrittspartei). Od roku 1881 patřil do klubu Sjednocené levice, do kterého se spojilo několik ústavověrných proudů německých liberálů. Za tento klub byl zvolen i ve volbách roku 1885. Po rozpadu Sjednocené levice přešel do frakce Německý klub. V roce 1890 se uvádí jako poslanec obnoveného klubu německých liberálů, nyní oficiálně nazývaného Sjednocená německá levice. I ve volbách roku 1891 byl na Říšskou radu zvolen za klub Sjednocené německé levice. Z tohoto poslaneckého klubu vystoupil roku 1896. Němečtí liberální poslanci z Čech tehdy začali ustavovat samostatnou Německou pokrokovou stranu.
Od roku 1878 byl parlamentním referentem pro otázky obchodu a cel. V roce 1891 se podílel na dojednání celních smluv s Německem, Švýcarskem, Belgií a Itálií. Byl stoupencem ochranných cel. V roce 1890 se podílel na vyjednávání o česko-německém smíru (takzvané punktace) a byl jedním ze signatářů jejich výsledné podoby. Měl velké zásluhy o rozvoj železniční sítě a systému odborného školství v severních Čechách. V roce 1891 se přestěhoval do Vídně, zde založil Zentralverband der Industriellen Österreichs a od roku 1904 mu předsedal. Roku 1897 se stáhl z politického života. Působil rovněž jako historik. Byl mu udělen Řád Františka Josefa.
Zemřel v dubnu 1913. Byl pohřben na ústředním hřbitově ve Vídni.

## Pocty a ocenění
- Čestné občanství města Teplice-Šanov[21][22]
- Čestné občanství města Krupky[21][22]
- Čestné občanství města Duchcova[21][22][23]
- Čestné občanství města Hostinné[21][22]
- Čestné občanství města Vrchlabí[21][22]
- Čestné občanství města Trutnova[21][22]
- Čestné občanství města Lanškrouna[21][22]
- Čestné občanství města Králíky[21][22]
- Ulice Dr. Hallwicha v Teplicích (1913–1945); po druhé světové válce přejmenována na Americkou
- Pamětní deska na rodném domě v Teplicích (2015)
- Pamětní deska na budově knihovny v Duchcově[23]